# Алонсо Лопес, Педро
Пе́дро Ало́нсо Ло́пес (исп. Pedro Alonso López; род. 8 октября 1948) — колумбийский серийный убийца, насильник и беглец, совершивший по меньшей мере 110 убийств молодых женщин и девочек. Сам же Лопес утверждал, что убил свыше 350 человек. С 2002 года находится в розыске Национальной полицией Колумбии и Интерполом по подозрению в совершении других убийств, схожих с его образом действия.  

## Биография
Педро Алонсо Лопес родился в 1948 году в Санта-Изабелль. Его мать по имени Бенильда Лопес де Кастенеда была проституткой, которая забеременела от члена Колумбийской консервативной партии Мидардо Рейеса, которого вскоре застрелили мятежники. Кроме Педро, у Бенильды было еще 12 детей. Первый сексуальный опыт у Лопеса был в 8 лет, причём с собственной сестрой. Мать выгнала его из дома, когда поймала его за попыткой приставать к сестре. После Лопес попал к педофилу, который, заперев Лопеса дома, насиловал его и истязал, продавал его в рабство к другим педофилам. Лопесу удалось сбежать, и через время его приютила американская пожилая пара. Затем Лопес начал посещать школу для сирот, где в возрасте 12 лет подвергся сексуальному насилию со стороны учителя. Следующие 6 лет жизни Лопес провёл прося милостыню, совершая мелкие кражи и угоняя автомобили.
Достигнув совершеннолетия, Лопес нашёл педофила, истязавшего его, изнасиловал и содрал с него кожу. Позже он нашёл своих клиентов и проделал с ними то же самое.
Суд посчитал издевательства педофила смягчающим обстоятельством, и Лопес получил всего восемь лет тюрьмы; в тюрьме подвергался изнасилованиям, но после того, как он убил своих обидчиков, изнасилования прекратились. Лопес перебрался в Перу, где начал убивать молодых крестьянок. Тащил их подальше от деревень, насиловал, зачастую в извращённой форме, а после убивал. Тела девушек и женщин Лопес закапывал в одном и том же месте, тем самым облегчив впоследствии задачу следствию и обвинению.
Позже Лопес сообщил полиции, что к 1978 году в его списке значилось уже около 100 жертв. Вскоре ему пришлось убегать из Перу, так как, несмотря на отсутствие интереса со стороны полиции, им заинтересовались местные преступные кланы, которых несколько озадачило, кто это крадёт девушек на их же территории. Так, Лопес перебрался сначала в Колумбию, а после — в Эквадор. У Лопеса было некое табу — не убивать колумбиек.
Следующими жертвами стали жительницы Эквадора. Он убивал с периодичностью около трёх девушек в неделю. Кроме того, именно на этом этапе Лопес начал убивать и маленьких девочек от 7 до 18 лет.
Был пойман после того, как одна из его жертв сбежала и сообщила в полицию. 

## Заключение и освобождение
Лопес получил максимальный 16-летний срок. По данным BBC, Лопес «был арестован в 1980 году, но освобожден правительством Эквадора в конце 1998 года». В интервью из тюремной камеры Лопес назвал себя «человеком века» и сказал, что его выпустили за «хорошее поведение». В документальном фильме A&E Biography сообщается, что 31 августа 1994 года он был освобождён из эквадорской тюрьмы, затем снова арестован, как нелегальный иммигрант, и передан властям Колумбии, которые обвинили его в убийстве 20-летней давности. Его признали невменяемым и поместили в психиатрическое отделение больницы Боготы. В 1998 году он был признан вменяемым и освобождён под залог в 50 долларов при соблюдении определённых условий. Позже он скрылся. В том же документальном фильме говорится, что Интерпол выпустил уведомление о его повторном розыске колумбийскими властями в связи с новым убийством в 2002 году, и в настоящее время он разыскивается полицией.
По состоянию на 2025 год его местонахождение было неизвестно.

## Факты
Педро Алонсо Лопес вошёл в Книгу рекордов Гиннеса за 2006 год, как «самый плодовитый серийный убийца», на счету которого, по его признанию, свыше 300 убийств на территории Эквадора, Колумбии и Перу, однако в дальнейшем был удалён из списка после жалоб на то, что таким образом пропагандируются убийства, а также после указания, что составители упустили из виду таких убийц, как Тхаг Бехрам, который якобы убил около 900 человек в Индии.